# David Ben-Gurion
David Ben Gurion (Plonsk, Poljska, 16. listopada 1886. – Tel Aviv, 1. prosinca 1973.), izraelski političar.

## Životopis
Izraelski laburistički vođa, državnik i prvi premijer Izraela i ministar obrane (1948. – 1953. i 1955. – 1963.) koji je posvetio svoj život osnivanju izraelske države u Palestini i kasnije ponio titulu "oca domovine". Ben Gurion čije prezime u originalu glasi Grün, rođen je u mjestu Plonsku u carskoj Rusiji (danas dio Poljske) dana 16. listopada 1886. godine kao sin odvjetnika i aktivnog cionista. Obrazovao se u hebrejskoj školi koju je osnovao njegov otac. U dobi od 14 godina postao je član cionističke mladeži i vođa skupine mladih židova nazvane Ezra, a čiji su članovi međusobno razgovarali samo na hebrejskom jeziku. S 18 godina postao je učitelj u Varšavskoj židovskoj školi i pridružio se socijalističkoj cionističkoj skupini Poalei Zion (Radnici Ziona). Poljsku je napustio 1906. godine, a 1908. godine radi na farmi u židovskom naselju u Palestini koja se nalazila na području koje je bilo pod turskom kontrolom. Tu je postao jedan od pokretača agrikulturne radničke komune te je pomogao utemeljiti židovsku samoobrambenu grupu Hashomer (Čuvar).
Godine 1910. odustao je od rada na farmi i počeo uređivati cionistički radnički list Achdut (Jedinstvo) na hebrejskom jeziku. U to doba već je svoje prezime promijenio u Ben Gurion, što na hebrejskom znači "sin mladog lava", a koje je sličilo na njegovo rodno Grün. Početkom Prvog svjetskog rata Turci su ga protjerali iz Palestine, zajedno s Yitzhakom Ben-Zvijem (kasnije drugim predsjednikom Izraela), te 1915. godine Gurion stiže u New York u ime socijalističkih cionista. U New Yorku se i vjenčao s Paulom Monbesz, cionističkom aktivisticom. Godine 1917. u Velikoj Britaniji objavljuje Balfourovu deklaraciju koja oživljava cionističke nade zbog njegove podrške narodnom domu za Židove u Palestini. Ben Gurion pomaže organiziranje Židovske legije u okviru britanskih trupa, a u koju i sam stupa u Kanadi u travnju 1918. godine. No, dok je legija doplovila do Palestine rat je završio, a Britanci su preuzeli vlast u Palestini. Godine 1922. britanski mandat za upravu nad Palestinom postao je služben. Samo godinu dana ranije (1921.) postao je glavni tajnik Histadruta, konfederacije židovskih radnika. Cijelo to vrijeme bio je predstavnik Histadruta u Svjetskoj cionističkoj organizaciji i Židovskoj agenciji.
Godine 1930. utemeljio je Mapai, cionističku radničku stranku, a do 1935. godine postao je predsjednik Izvršnog komiteta Židovske agencije za Palestinu, službenim nadglednikom židovske Svete Zemlje. Devet godina kasnije (1939.) Velika je Britanija napravila veliku promjenu u svojoj dotadašnjoj prožidovskoj politici i ograničila je imgracijsku kvotu Židova u Palestinu. Godine 1944. postao je predsjednik Cionističke svjetske organizacije. I u vrijeme Drugog svjetskog rata Ben Gurion je nastavio svoju borbu surađujući s Britancima, ali je poveo političku i vojnu borbu protiv njih 1947. – 1948. godine. Na kraju je došao do željenog cilja, republika Izrael proglašena je 14. svibnja 1948. godine, a on je proglašen premijerom novostvorene države (kasnije je postao i ministar obrane). I ne samo to već je uspio razdjeljenje židovske ilegalne oružane skupine stopiti u jedinstvenu vojsku koja je porazila arapske invazijske snage i osvojila poluotok Sinaj koji pripada Egiptu (više na Bliskoistočni sukob). Na unutarnjem planu petnaest je godina (izuzevši period od 1953. – 1955.) vodio svoju zemlju promovirajući useljavanje, obrazovanje i razvoj pustinjskih krajeva. Unatoč oštrom protivljenju opozicije Ben Gurion je podržao uspostavu veza sa Zapadnom Njemačkom. 
Godine 1963. dao je ostavku da bi, kako je rekao, učio i pisao; ali i stoga što je izgubio podršku u svojoj stranci. Na mjestu premijera i ministra obrane naslijedio ga je Levi Eshkol. Iako je podnio ostavku, ostao je zastupnik u Knesetu (izraelski parlament) sve do umirovljenja 1970. godine. U tom periodu između njega i Eshkola razvilo se političko suparništvo. To je dovelo do raskola unutar stranke MAPAI. U lipnju 1965. godine Ben Gurion je utemeljio stranku RAFI (Lista izraelskih radnika). Na narednim izborima RAFI je osvojio deset zstupničkih mjesta u Knesetu. Godine 1968. RAFI se pridružio stranci MAPAI na čijem je čelu sada bio Ahdut Ha'avoda i oformljena je nova stranka - Izraelska radnička stranka. No, Ben Gurion je osnovao novu stranku - Hareshima Hamamlachtit (Državna lista) koja je osvojila četiri zastupnička mjesta u Knesetu na izborima 1969. godine. Naredne godine Ben Gurion je otišao u mirovinu i zadnjih je deset godina svog života živio u kibucu Sde Boker u području Negev. Preminuo je 1. prosinca 1973. godine.

## Djela
Ben Gurion bavio se i pisanjem, njegova najvažnija djela su: Osobna povijest (1970.) i Židovi i njihova zemlja (1974.). Oba su objavljena postumno.

## Vanjske poveznice
|  | Zajednički poslužitelj ima stranicu o temi David Ben-Gurion |